# Machinga
Machinga är ett av Malawis 28 distrikt och ligger i Southern Region. Huvudorten är Machinga.